# Erica Alfridi
Erica Alfridi (* 22. Februar 1968 in Tregnago, Provinz Verona) ist eine ehemalige italienische Geherin.
Im 10-km-Gehen wurde sie bei den Weltmeisterschaften 1997 in Athen Fünfte und gewann Silber bei den Europameisterschaften 1998 in Budapest.
Einem sechsten Platz bei den Weltmeisterschaften 1999 in Sevilla über 20 km Gehen folgte ein vierter Platz bei den Olympischen Spielen 2000 in Sydney.
2001 gewann sie Gold bei den Mittelmeerspielen und wurde Vierte bei den Weltmeisterschaften in Edmonton. Im Jahr darauf gewann sie Bronze bei den Europameisterschaften in München.
Über 10 km wurde sie 1988 und 1997, über 20 km 1996, 1997 und 1999 und auf der Bahn über 5000 Meter 1998 und 2002 italienische Meisterin. In der Halle gewann sie viermal über 3000 Meter den nationalen Titel (1996, 1997, 1999 und 2000).
Erica Alfridi ist 1,68 m groß und wiegt 52 kg.

## Persönliche Bestleistungen
- 3000 m: 11:57,80 min, 6. Juni 2001, Mailand
  - Halle: 12:00,13 min, 22. Februar 1997, Genua
- 5000 m: 20:53,43 min, 18. Mai 2002, Vigevano
- 10.000 m: 43:19,8 min, 7. August 1999, Castelnovo ne’ Monti
- 10 km: 42:15 min, 25. Mai 1997, Naumburg
- 15 km: 1:07:16 h, 11. April 1999, Melfi
- 20 km: 1:27:29 h, 19. Mai 2001, Dudince